# Sverige, en vintersaga
Sverige, en vintersaga (senare Vintersagan Sverige) är en versberättelse i fyra delar, skriven av Göran Palm. Den är en samhällskritisk skildring av Sverige under framför allt 1900-talets sista fjärdedel. Den gavs ut i fyra volymer under åren 1984–2005, därefter i en samlad, redigerad utgåva under namnet Vintersagan Sverige: En läsebok i fyra delar år 2016.
Första delen utkom i oktober 1984, samma år som Ted Ströms sång Vintersaga (Monica Törnells singel i februari 1984), oklart om detta är ett sammanträffande eller om det finns ett samband. Redan 22 november 1981 nämner Dagens Nyheter att Palm arbetar på "en versroman med titeln Sverige, en vintersaga", vilken beräknas bli färdig framåt våren". Vintern och våren 1983 gjorde Palm uppläsningar "ur sin kommande bok En vintersaga". Titeln anspelar på Heinrich Heines versepos Deutschland. Ein Wintermärchen (1844). Hjalmar Söderbergs svenska översättning Tyskland : en vintersaga (1919) utgavs på nytt 1982, men då hade Palm alltså redan valt titeln.